# Tullauer Höhe / Hagenbach
Tullauer Höhe / Hagenbach ist ein Stadtteil von Schwäbisch Hall und hat 3.030 Einwohner (Stand 30. Juni 2022). 
Anfang der 1970er Jahre wurde das Neubaugebiet „Tullauer Höhe / Hagenbach“ erschlossen. Der Stadtteil setzt sich aus dem am 1. April 1935 eingemeindeten Hagenbach, der Tullauer Höhe und der Hagenbachsiedlung zusammen.

## Einrichtungen
1973 entstand im Neubaugebiet die katholische Kirchengemeinde St. Markus. Die nach Entwürfen des Architekten Scheuermann erbaute katholische Pfarrkirche wurde 1983 durch Bischof Georg Moser geweiht. Der Bildhauer Gerhard Tagwerker gestaltete Altar, Tabernakel, Ambo und Taufstein. Die Orgel wurde von der Firma Mühleisen geschaffen. 
Im Stadtteil liegt das Schulzentrum West und das Berufsschulzentrum.